# Antonín Dvořák (scénograf)
Antonín Dvořák (12. září 1920, Praha – 29. května 1997, Praha) byl český režisér, výtvarník a pedagog.

## Život
V roce 1939 byl zatčen a strávil dva roky v Buchenwaldu a Dachau. Po návratu v roce 1941 začal studovat na Uměleckoprůmyslové škole v Praze užitou architekturu. Začal spolupracovat s mladými divadelníky, vedenými Jindřichem Honzlem a pracoval od roku 1941 jako výtvarník pro Divadélko pro 99 fungující v suterénním výstavním sále Topičova nakladatelství na Národní třídě, po jeho likvidaci se stal v letech 1942 až 1943 režisérem v Divadélku ve Smetanově muzeu. Současně působil jako výtvarník a režisér v Horáckém divadle a umělecký šéf pražského Intimního divadla v Umělecké besedě.
Po skončení války vstoupil do KSČ, současně byl i členem Ústřední rady odborů (ÚRO).
Ihned po osvobození, v květnu 1945 se pokusil v bývalém Divadle Anny Sedláčkové (v Mozarteu) vytvořit Divadlo Revolučních gard. Později však od záměru ustoupil a v sezóně 1945–1946 nastoupil jako režisér v divadle D 46 E. F. Buriana. V roce 1946 odešel na dva roky do funkce uměleckého ředitele Středočeského divadla Mladá Boleslav. Do Národního divadla nastoupil v srpnu 1949 jako režisér činohry a působil zde až do března 1954.
Od roku 1954 působil jeden rok v Československé televizi jako vedoucí literárně-dramatického vysílání.
Následovalo působení na Kladně (1956–1957), v roce 1957 pak na rok vyslání do Vietnamské lidově demokratické republiky, kde organizoval umělecké školství. V letech 1958–1959 byl ředitelem divadla v Benešově, od roku 1959 do roku 1962 uměleckým ředitelem divadla v Příbrami. Od roku 1963 působil sedm let jako umělecký ředitel divadla na Kladně. Pak se vrátil opět do Československé televize v Praze jako vedoucí dramatického vysílání a působil zde až do roku 1982. V Čs. televizi se zabýval rovněž režií a scenáristikou.
V dubnu roku 1948 se stal členem Divadelní a dramaturgické rady, poradního orgánu ministra školství a ministra informací pro věci divadla. Od roku 1948 se také začal věnovat pedagogické činnosti na DAMU, kde později zastával funkci vedoucího katedry divadelní režie a v roce 1961 se zde stal docentem, v roce 1967 profesorem. V letech 1961–1963 působil ve funkci děkana DAMU.
V roce 1980 mu byl udělen titul zasloužilý umělec.
Byl manželem herečky Antonie Hegerlíkové (od roku 1945) se kterou měl dceru Antonii. V roce 1957 se oženil podruhé, a to s polskou herečkou Halinou Gryglaszewskou.

## Vybrané divadelní režie
- 1942 F. Mach: Balada o stínu, Divadélko ve Smetanově muzeu
- 1942 V. K. Klicpera: Hadrián z Římsů, Divadélko ve Smetanově muzeu
- 1942 J. N. Nestroy, J. K. Tyl: Enšpígl, Divadélko ve Smetanově muzeu
- 1943 Sofoklés: Slídiči (Zrození komedie), Divadélko ve Smetanově muzeu
- 1943 Viktor Dyk: Veliký mág, Divadélko ve Smetanově muzeu
- 1943 J. W. Goethe: Urfaust, Divadélko ve Smetanově muzeu
- 1945 Aischylos: Spoutaný Prométheus, Divadlo E.F.Buriana
- 1946 Adam de la Halle: Robin a Marion, Středočeské divadlo Mladá Boleslav
- 1946 Jan Bartoš: Souboj, Středočeské divadlo Mladá Boleslav
- 1947 Jan Drda, Antonín Dvořák: Městečko na dlani, Mozarteum
- 1947 J.P.Sartre: Počestná děvka, Středočeské divadlo Mladá Boleslav
- 1947 Aristofanés: Jezdci, Středočeské divadlo Mladá Boleslav
- 1947 Vladislav Vančura: Alchymista, Středočeské divadlo Mladá Boleslav
- 1948 Karel Nový: Česká bouře, Středočeské divadlo Mladá Boleslav
- 1948 M. V. Kratochvíl: České jaro, Stavovské divadlo (pohostinská režie)
- 1949 Jiří Mahen: Janošík, Národní divadlo (spolurežie K. Zachar)
- 1949 Vladislav Vančura: Josefina, Tylovo divadlo (spolurežie Jindřich Honzl)
- 1950 Alois Jirásek: Jan Žižka, Národní divadlo
- 1950 Molière: Lakomec, Tylovo divadlo, spolurežie Jaroslav Průcha
- 1951 Alois Jirásek: Vojnarka, Tylovo divadlo
- 1951 Ivan Olbracht, Eva Vrchlická: Anna proletářka, Tylovo divadlo
- 1951 A. P. Čechov: Višňový sad, Tylovo divadlo
- 1952 K. A. Treňov: Ljubov Jarová, Tylovo divadlo
- 1953 Alois Jirásek: Samota, Tylovo divadlo
- 1953 J. K. Tyl: Jan Hus, Tylovo divadlo
- 1963 Maxim Gorkij: Vassa Železnovová, Národní divadlo

## Vybrané divadelní role
- 1950 Alois Jirásek: Jan Žižka, Vaněk Černohorský z Boskovic, Jan Šembera z Boskovic, Národní divadlo, režie Antonín Dvořák
- 1952 K. A. Treňov: Ljubov Jarová, Mazuchin, Prvý strážný, Druhý strážný, Prvý občan, Tylovo divadlo, režie Antonín Dvořák
- 1953 Ota Šafránek: Vlastenec, Zámečnický tovaryš, Tylovo divadlo, režie František Salzer

## Filmové role
- 1955 Psohlavci, role přísedícího, režie Martin Frič